# Ensis leei
Couteau américain, Couteau étroit
Espèce
Ensis leei, le Couteau américain ou Couteau étroit, est une espèce de mollusques bivalves de la famille des Pharidae.

## Répartition
Ensis leei est originaire de l'Atlantique nord-ouest (Canada et États-Unis. Il aurait été transporté en Europe sous forme larvaire dans les eaux de ballast. Il a été signalé pour la première fois en Europe, sur les côtes de la mer du Nord en Allemagne en  1979, et à Ostende en 1984, puis à Gravelines en 1991, en Baie de Somme en 1996 et en Baie de Seine en 1998.

## Description
- Couteau légèrement incurvé atteignant 19 cm de long[2].

Ensis leei se différencie de l'espèce native européenne, le couteau arqué européen Ensis magnus, par son périostracum de couleur vert olive, alors que le périostracum de Ensis magnus est jaune.

## Biologie
- Durée de vie : de 5 à 10 ans.
- Les juvéniles peuvent vivre en population dense atteignant jusqu'à 10 000 individus par mètre carré[2].

## Écologie
Ensis leei supplante le couteau arqué européen Ensis magnus.

## Classification
Le nom valide complet (avec auteur) de ce taxon est Ensis leei M. Huber (d), 2015.
Ce taxon porte en français les noms vernaculaires ou normalisés suivants : Couteau américain, Couteau étroit.
Ensis leei a pour synonymes :
- Ensis arcuatus var. directus (Conrad, 1844)
- Solen ensis var. americanus A. Gould, 1870
- Ensis americanus (A. Gould, 1870)
- Ensis directus (Conrad, 1844) sensu Abbott, 1954
- Solen directus Conrad, 1843

### Publication originale
- (en) Markus Huber, Compendium of Bivalves, Conchbooks Vorm, novembre 2015, 907 p. (ISBN 978-3939767633).